# Lema (matemática)
Na Matemática, um lema é  um teorema que é utilizado como um passo intermediário para provar outro teorema mais importante que lhe sucede.
Normalmente o lema tem pouca serventia além de servir ao propósito do teorema que o utiliza, mas isto não é uma regra, e a classificação entre lemas e teoremas é arbitrária.
A palavra "lema" vem do grego λήμμα, que significa algo recebido, ganho, como um presente.

## Exemplos de Lemas
1. Lema de Gauss;
2. Os Lemas de Kaplansky;[3]
3. Lema: Sejam a e b inteiros, tais que {\displaystyle a\geq 0}e {\displaystyle b>0}. Então existem q e r, tais que {\displaystyle a=bq+r}e {\displaystyle 0\leq r<b}.[4]
  - Este Lema é utilizado para demonstrar o Teorema do Algoritmo da Divisão.[5]